# Жан Фонтен
Жан Фонтен (на френски: Jean Fonteyne) е белгийски политик и кинорежисьор.

## Биография
Роден е през 1899 година в Ледеберг. Привърженик на Белгийската комунистическа партия, той участва в съпротивата срещу германската окупация на Белгия по време на Първата и Втората световна война. Между войните режисира няколко документални филма. По време на Втората световна война е заловен от германските власти и прекарва известно време в концлагерите Брендонк и Бухенвалд. След войната е депутат в белгийския Сенат (1946 – 1949).
Както и други белгийски комунисти, Жан Фонтен става член на основаното през 1949 година Дружество за белгийско-българско приятелство. През 1951 година той публикува книгата „Страната на Димитров“ („Le pays de Dimitrov“).
Жан Фонтен умира през 1974 година.